# Карло ді Фалько
Карло ді Фалько (італ. Carlo de Falco; 1798—1782) — італійський скульптор та художник.
Народився в Неаполі 26 листопада 1798 року, навчився першим елементам дизайну в майстерні свого батька, який намагався адаптувати неаполітанську пластичну традицію, все ще пов'язану з рококо, до неокласичних форм. Незважаючи на свої мистецькі нахили, був змушений покинути навчання в майстерні батька, щоб забезпечити фінансову підтримку сім'ї, через фінансову невдачу, якої зазнав батько, який тим часом через стан здоров'я був змушений перервати свою мистецьку діяльність. Фалько довелося знайти роботу в місцевій адміністрації. Пізніше йому вдалося вступити до Королівського інституту образотворчих мистецтв. Вчителями в школі малювання був Костанцо Анджеліні, представник неаполітанського неокласицизму, у школі живопису — савоєць Г. Бергер та голландець Пітер ван Ханселер.
Фалько заснував свій стиль, прагнучи наслідувати сувору систему малювання та ретельну реалістичну транскрипцію предметів і навколишнього середовища, що є характерним для найкращого неокласичного портрета. У 1826 році брав участь у виставці в Королівському музеї Бурбона з трьома роботами, що наразі втрачені, які в каталозі значилися як «Портрет жінки, що сидить природно»; Портрет чоловіка; Портрет жінки.
Досяг великого успіху завдяки портретам у натуральну величину короля Франциска I та королеви Марії Ізабелли. Ці роботи, датовані 1829 роком, одностайно оцінені критиками, публікою і самим королівським подружжям, означали, що художник міг працювати над придворним портретом і згодом.